# Augacephalus ezendami
Augacephalus ezendami là một loài nhện trong họ Theraphosidae.
Loài này thuộc chi Augacephalus. Augacephalus ezendami được miêu tả năm 2001 bởi Gallon.